# Nana esferoidal del Sextant

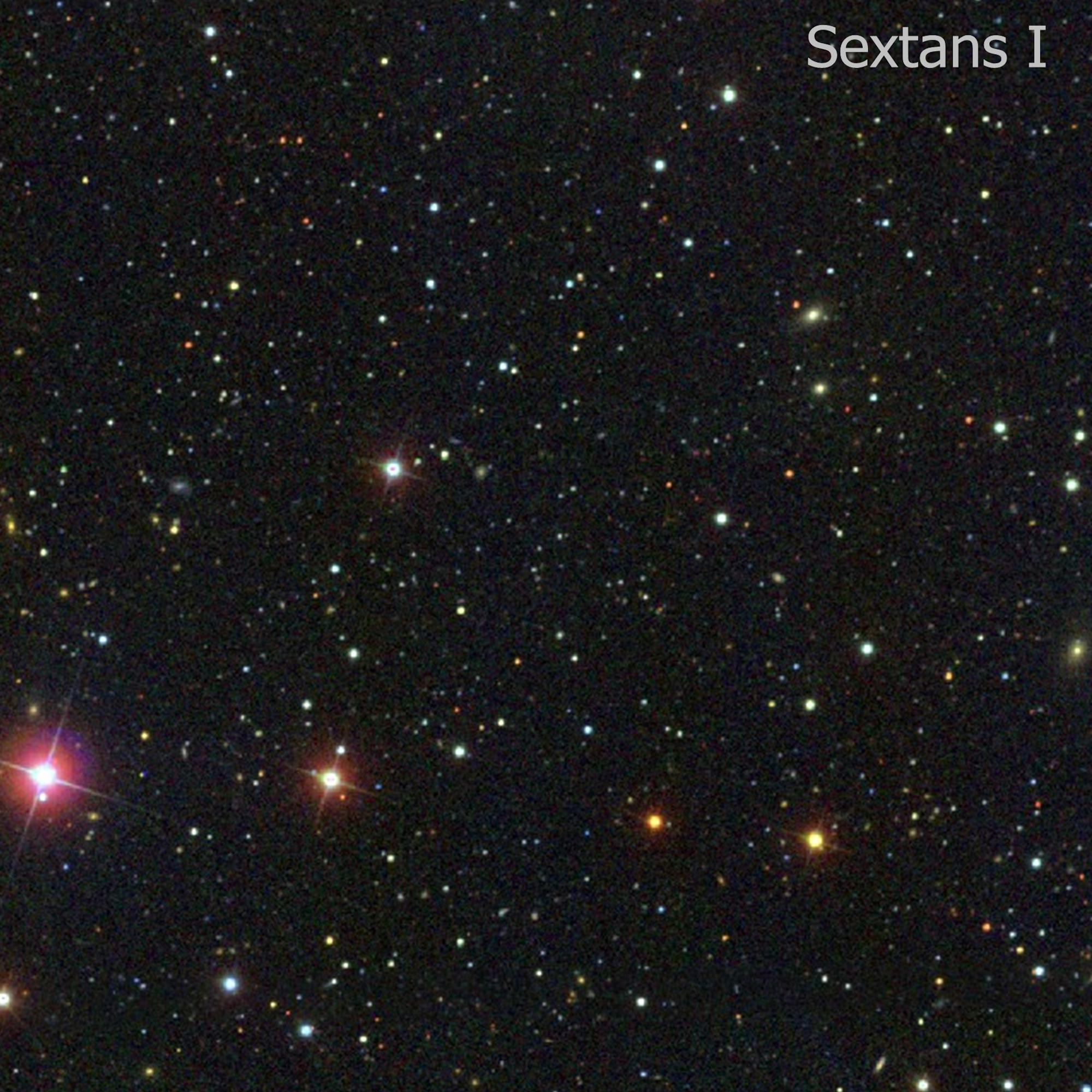
Constel·lació del Sextant.

La Galàxia Nana de Sextant o SexDEG és una galàxia nana esferoidal satèl·lit de la Via Làctia, el nom de la qual prové de la constel·lació del Sextant, on se l'ha trobada. La distància a la galàxia és de 320 000 anys llum i el diàmetre és de 8 400 anys llum al llarg del seu eix principal.
Descoberta en 1990 per Mike Irwin, M.T. Bridgeland, PS Bunclark i R.G. McMahon és la vuitena galàxia més propera a la nostra. Presenta un desplaçament cap al roig en allunyar-se de nosaltres a una velocitat de 224 km/s. És una galàxia antiga que conté pocs metalls, és a dir, elements més pesants que l'hidrogen i l'heli.